# Gheorghe Drăgulin
 Gheorghe Drăgulin (n. 14 aprilie 1929, satul Meteleu, comuna Scutelnici, județul Buzău) este un preot, istoric, teolog, publicist și profesor universitar român.

## Biografie
Gheorghe Drăgulin s-a născut la 14 aprilie 1929 în localitatea Scutelnici, județul Buzău, din părinții Ion și Dumitra. Între anii 1942 - 1948 a frecventat cursurile Seminarului ,, Chesarie Episcopul  din Buzău, iar între anii 1948 -1950 face studii la Liceul B.P.Hașdeu, unde își ia și bacalaureatul. În anul 1950 este declarat admis la Facultatea de Litere din București (va fi exclus din motive politice).Tot în același an obține o bursă de studii la Facultatea de Teologie din București, din partea Episcopiei Buzăului. Între anii 1952 - 1954 este deținut politic anticomunist. În 1956 devine licențiat în Teologie la Facultatea de Teologie din București cu teza : Argumentarea istorică a divinității creștinismului .
În 1960 ia examenul de  admisibilitate pentru intrarea în cler. La 3 martie 1963 este hirotonit diacon în Catedrala Patriarhală iar pe 10 martie 1963 este hirotonit preot în Biserica Domnița Bălașa din București de către Patriarhul Justinian Marina.
Între 1963 -1967 este preot slujitor și paroh (1966 - 1967) la Biserica Ceauș - Radu  din București, trasferându - se la Biserica Hagiu din anul 1967 unde slujește până în anul 2010 când se pensionează.
În anul 1990 devine asistent universitar, apoi lector (1991) și conferențiar(1994) la Facultatea de Teologie Ortodoxă din București, iar din 1998 este profesor universitar titular la Facultatea de Teologie Ortodoxă de la Universitatea 1 Decembrie din Alba - Iulia.

## Scrieri
- Eclesiologia tratatelor areopagitice și importanța ei pentru ecumenismul contemporan, București, Editura Institutului Biblic și de Misiune a Bisericii Ortodoxe Române, 1979
- Identitatea lui Dionisie Pseudo -Areopagitul cu ieromonahul Dionisie Smeritul (Exigul), Editura Mitropoliei Olteniei, Craiova, 1991
- Iubi-te-voi, Doamne! Pagini de publicistică religioasă , Editura All educațional, 1995
- Istorie și religie. Instituții și personalități din tradiția B.O.R., Editura Tradiție, București, 1996
- Areopagitica. Dionisie Smeritul (Exigul) și alți teologi străromâni în context contemporan, Editura Paco, București , 1998
- Istoria Bisericii Ortodoxe Române. Sinteze, I, București , Editura Fundației România de Mâine, București, 2000
- Împotriva farmecelor și a altor superstiții. Analiză teologică și modalități de dezlegare a lor, Editura Proxima, București , 2004
- Preocupări și ipoteze din domeniul Istoriei Bisericii Universale, Editura Proxima, București, 2004
- Sfântul Dionisie Smeritul și Areopagitul, Părintele erei creștine, Editura Proxima, București, 2008
- Dicționar bio - bibliografic - telogi ortodocși români și străini: nsec. XIX - XXI, Editura Proxima, București, 2011